# Mistrovství světa v judu 1967 – muži – střední váha (-80 kg)
Zápasy v judu na V. mistrovství světa v kategorii středních vah mužů proběhly v Salt Lake City, 10. srpna 1967.

## Finálové kolo
Poražení semifinalisté II skončili na děleném třetím místě.
|    | semifinále II   | finále          | vítěz        |
| -- | --------------- | --------------- | ------------ |
| A  | Martin Poglajen | Martin Poglajen | Eidži Maruki |
| Bo | Brian Jacks     | Martin Poglajen | Eidži Maruki |
| B  | Eidži Maruki    | Eidži Maruki    | Eidži Maruki |
| Ao | Šiniči Enšu     | Eidži Maruki    | Eidži Maruki |

## Opravy
Vítězové semifinále I sebou vytáhli do oprav judisty, které na své cestě pavoukem porazili. Ti se následně utkali mezi sebou a vítězové oprav postoupili do finálového kola (semifinále II). Ve finále tak mohli teoreticky nastoupit judisté, kteří se již v turnaji utkali.
|    | opravy          | opravy         | opravy          | semifinále II |
| -- | --------------- | -------------- | --------------- | ------------- |
| Ao | volný los       | Šiniči Enšu    | Šiniči Enšu     | Šiniči Enšu   |
| Ao | volný los       | Šiniči Enšu    | Šiniči Enšu     | Šiniči Enšu   |
| Ao | Lhofei Shiozawa |                | Šiniči Enšu     | Šiniči Enšu   |
| Ao |                 | Chung Jung-jin |                 | Šiniči Enšu   |
| Bo | Roger Rodolphe  | Ferdi Miebach  | Patrick Clément | Brian Jacks   |
| Bo | Ferdi Miebach   | Ferdi Miebach  | Patrick Clément | Brian Jacks   |
| Bo | Patrick Clément |                | Patrick Clément | Brian Jacks   |
| Bo |                 | Brian Jacks    |                 | Brian Jacks   |

## Pavouk
Vítězové semifinále I postoupili do finálového kola (semifinále II).
|   | 1/32                | 1/16               | čtvrtfinále      | semifinále I    | semifinále II   |
| - | ------------------- | ------------------ | ---------------- | --------------- | --------------- |
| A | Lhofei Shiozawa     | Lhofei Shiozawa    | Lhofei Shiozawa  | Martin Poglajen | Martin Poglajen |
| A | Jonas Cissé         | Lhofei Shiozawa    | Lhofei Shiozawa  | Martin Poglajen | Martin Poglajen |
| A | George Kerr         | George Kerr        | Lhofei Shiozawa  | Martin Poglajen | Martin Poglajen |
| A | Don Matsuda         | George Kerr        | Lhofei Shiozawa  | Martin Poglajen | Martin Poglajen |
| A | Šiniči Enšu         | Šiniči Enšu        | Martin Poglajen  | Martin Poglajen | Martin Poglajen |
| A | Alex Bijkerk        | Šiniči Enšu        | Martin Poglajen  | Martin Poglajen | Martin Poglajen |
| A | volný los           | Martin Poglajen    | Martin Poglajen  | Martin Poglajen | Martin Poglajen |
| A | volný los           | Martin Poglajen    | Martin Poglajen  | Martin Poglajen | Martin Poglajen |
| A | Frédéric Kyburz     | Frédéric Kyburz    | Frédéric Kyburz  | Chung Jung-jin  | Martin Poglajen |
| A | Rodolfo Peréz       | Frédéric Kyburz    | Frédéric Kyburz  | Chung Jung-jin  | Martin Poglajen |
| A | Günter Romenath     | Günter Romenath    | Frédéric Kyburz  | Chung Jung-jin  | Martin Poglajen |
| A | Ramon Sharpe        | Günter Romenath    | Frédéric Kyburz  | Chung Jung-jin  | Martin Poglajen |
| A | Chung Jung-jin      | Chung Jung-jin     | Chung Jung-jin   | Chung Jung-jin  | Martin Poglajen |
| A | Jacques Noris       | Chung Jung-jin     | Chung Jung-jin   | Chung Jung-jin  | Martin Poglajen |
| A | volný los           | George Peary       | Chung Jung-jin   | Chung Jung-jin  | Martin Poglajen |
| A | volný los           | George Peary       | Chung Jung-jin   | Chung Jung-jin  | Martin Poglajen |
| B | Patrick Clément     | Patrick Clément    | Patrick Clément  | Eidži Maruki    | Eidži Maruki    |
| B | Luis Muñoz          | Patrick Clément    | Patrick Clément  | Eidži Maruki    | Eidži Maruki    |
| B | Vladimir Pokatajev  | Vladimir Pokatajev | Patrick Clément  | Eidži Maruki    | Eidži Maruki    |
| B | Bill Broadhead      | Vladimir Pokatajev | Patrick Clément  | Eidži Maruki    | Eidži Maruki    |
| B | Eidži Maruki        | Eidži Maruki       | Eidži Maruki     | Eidži Maruki    | Eidži Maruki    |
| B | Roger Rodolphe      | Eidži Maruki       | Eidži Maruki     | Eidži Maruki    | Eidži Maruki    |
| B | volný los           | Ferdi Miebach      | Eidži Maruki     | Eidži Maruki    | Eidži Maruki    |
| B | volný los           | Ferdi Miebach      | Eidži Maruki     | Eidži Maruki    | Eidži Maruki    |
| B | Brian Jacks         | Brian Jacks        | Brian Jacks      | Brian Jacks     | Eidži Maruki    |
| B | Gordon Buttle       | Brian Jacks        | Brian Jacks      | Brian Jacks     | Eidži Maruki    |
| B | Tu Chi-shiong       | Tu Chi-shiong      | Brian Jacks      | Brian Jacks     | Eidži Maruki    |
| B | Robert Pieters      | Tu Chi-shiong      | Brian Jacks      | Brian Jacks     | Eidži Maruki    |
| B | Hayward Nishioka    | Hayward Nishioka   | Hayward Nishioka | Brian Jacks     | Eidži Maruki    |
| B | Gabriel Goldschmied | Hayward Nishioka   | Hayward Nishioka | Brian Jacks     | Eidži Maruki    |
| B | volný los           | Owen Dwyer         | Hayward Nishioka | Brian Jacks     | Eidži Maruki    |
| B | volný los           | Owen Dwyer         | Hayward Nishioka | Brian Jacks     | Eidži Maruki    |